# 프랜시스양털관박쥐
프랜시스양털관박쥐(Rhinolophus francisi)는 관박쥐과에 속하는 박쥐의 일종이다. 동양구 생물 지리구에서 발견된다.

## 특징
중간 크기의 박쥐로 머리부터 몸까지 길이는 약 63.4mm, 어깨 길이는 52.9~54.7mm, 꼬리 길이는 30.9~38mm이다. 발 길이는 13.5~15.5mm, 귀 길이는 23.~27mm이고 몸무게는 최대 18g이다.